# Chen Yibing
Chen Yibing (chin.: 陈一冰, Chén Yībīng; * 19. Dezember 1984 in Tianjin) ist ein chinesischer Turner.

## Leben
Chen Yibings Paradegerät sind die Ringe. Er gewann mehrere nationale und internationale Turnwettkämpfe. Bei den Olympischen Sommerspielen 2008 in Peking holte er die Goldmedaille an den Ringen und gewann mit dem chinesischen Team Gold im Mehrkampf. Bei den Weltmeisterschaften 2006 in Århus, 2007 in Stuttgart, 2010 in Rotterdam sowie 2011 in Tokio gewann Chen Gold sowohl im Mannschaftsmehrkampf als auch an den Ringen. 2012 bei den Olympischen Sommerspielen in London konnte China den Sieg im Mannschaftswettbewerb wiederholen, während Chen an den Ringen als Favorit überraschend Platz zwei hinter dem Brasilianer Arthur Zanetti belegte.